# Сороки
Это статья о роде птиц Pica. Слово «сороки» входит также в название ряда других родов врановых.
Соро́ки (лат. Pica) — род птиц из семейства врановых. Сорок отличает длинный хвост и чёрно-белая окраска.

## Систематика
Орнитологи исходят из того, что сороки появились в Старом Свете и проникли на североамериканский континент в позднем плейстоцене через Берингов пролив. Однако после того, как в Техасе были найдены ископаемые, более похожие на обыкновенную сороку, чем на калифорнийскую сороку; возникла версия, что обыкновенная сорока появилась уже в плиоцене.

## Виды
В состав рода включают 7 видов:
- Pica hudsonia
- Pica nuttalli — калифорнийская сорока
- Pica pica — сорока
- Pica mauritanica
- Pica asirensis
- Pica bottanensis
- Pica serica

По данным сайта Paleobiology Database, на август 2020 года в род включают 1 вымерший вид:
- † Pica mourerae Segui, 2001

## Галерея

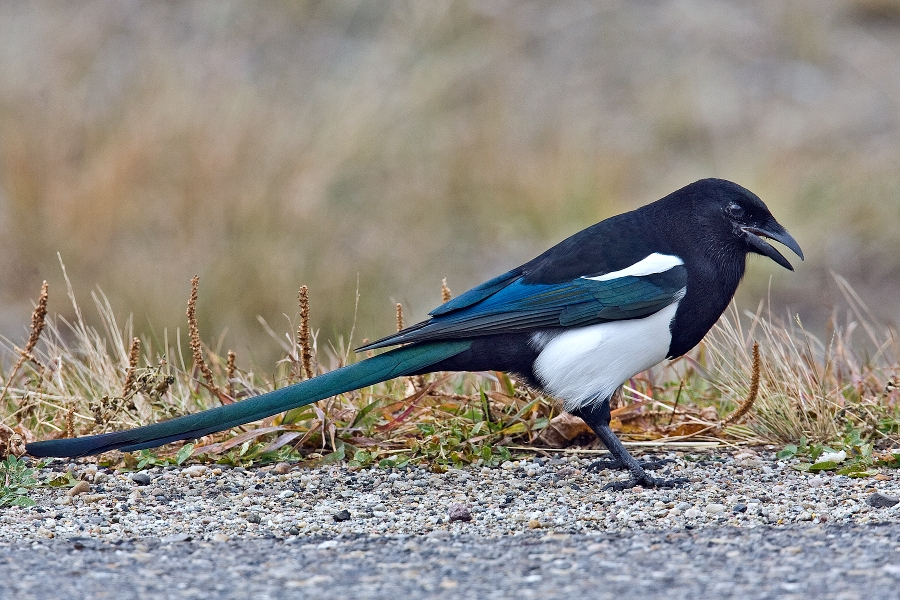
Pica hudsonia
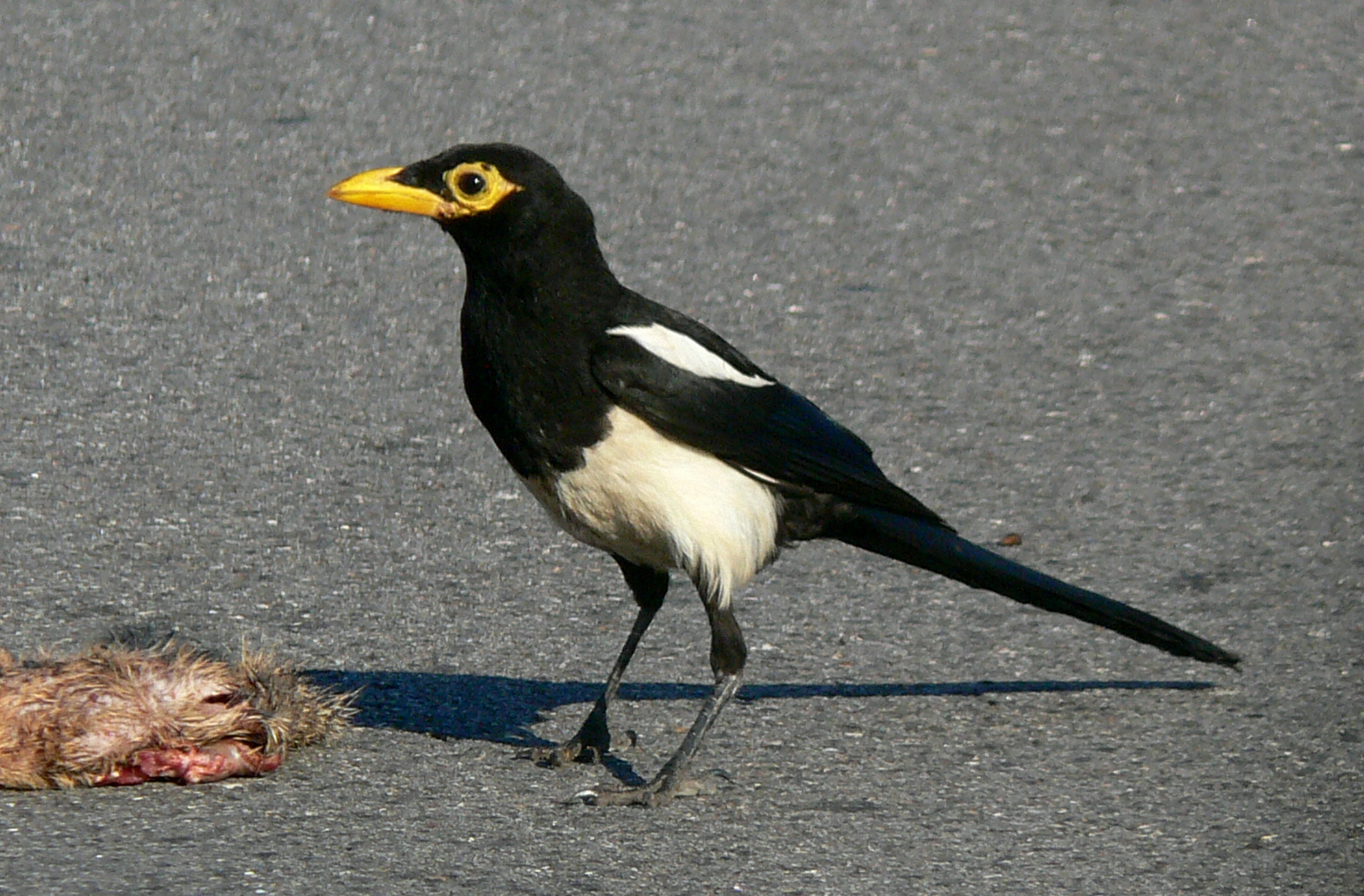
Калифорнийская сорока